# RAF Lakenheath
Royal Air Force Base Lakenheath (vanligen kortat som RAF Lakenheath) är en militär flygplats (IATA: LKZ, ICAO: EGUL) tillhörande Storbritanniens försvarsministerium som är belägen i sydöstra England i grevskapet Suffolk nordost om universitetsstaden Cambridge. RAF Lakenheath är helt upplåten till förband från USA:s flygvapen och är den största amerikanska flygvapenbasen i Storbritannien.
En annan brittisk flygbas upplåten för USA:s flygvapen är den närbelägna RAF Mildenhall.

## Bakgrund
Basen upprättades 1940 och användes under andra världskriget av förband från Storbritanniens flygvapen.
Sedan 1948, under det kalla kriget, har basen upplåtits för flygförband från USA:s flygvapen, först från Strategic Air Command (SAC) och sedan 1960 från United States Air Forces in Europe (USAFE). Värdförbandet på RAF Lakenheath är 48th Fighter Wing (Statue of Liberty Wing), som 1960 flyttade dit från Frankrike efter att Frankrikes president Charles de Gaulle tvingat amerikanska styrkor att lämna landet.
48th Fighter Wing är det enda förbandet inom United States Air Forces in Europe med stridsflygplan av typ F-15E Strike Eagle. Fram till april 2021 flög 493rd Fighter Squadron flygplanstypen F-15 Eagle, som flugits i samma skvadron sedan 1993.
RAF Lakenheath har ofta varit föremål för protester av antikrigs- och så kallade fredsaktivister.

## Förband
Namnet för värdförbandet var fram till oktober 1991 48th Tactical Fighter Wing (48 TFW).
| Vapensköld | Namn                   | Förkortning | Smeknamn               | Flygplanstyp       | Not   |
|            | 48th Fighter Wing      | 48 FW       | Statue of Liberty Wing | (se nedan)         | [ 2 ] |
|            | 492nd Fighter Squadron | 492nd FS    | Bolars/Madhatters      | F-15E Strike Eagle | [ 6 ] |
|            | 493rd Fighter Squadron | 493rd FS    | Grim Reapers           | F-35A Lightning II | [ 7 ] |
|            | 494th Fighter Squadron | 494th FS    | Panthers               | F-15E Strike Eagle | [ 6 ] |
|            | 495th Fighter Squadron | 495th FS    | Valkyries              | F-35A Lightning II | [ 8 ] |

## Referenser

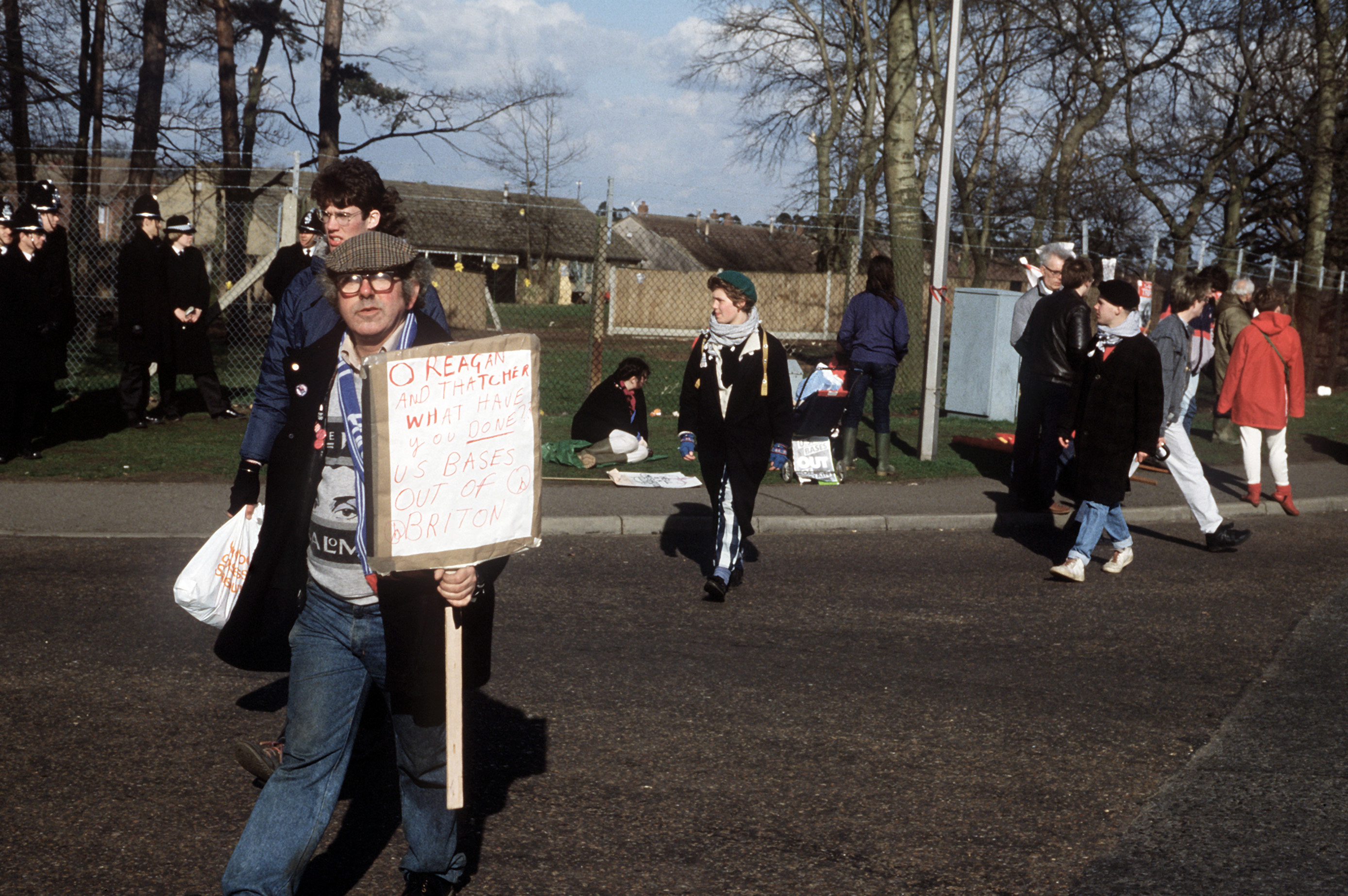
Demonstranter utanför RAF Lakenheath i samband med USA:s flygbombningar av Libyen 1986.